# One (chanson de U2)
Pour les articles homonymes, voir One.
Singles de U2
Mysterious Ways
(1991) Even Better Than the Real Thing
(1992)
Clip vidéo
[vidéo] « One - U2 », sur YouTube
Pistes de Achtung Baby
Even Better Than the Real Thing
(2) Until the End of the World
(4)
One est une chanson d'amour pop rock alternatif du groupe de rock irlandais U2, publiée le 6 mars 1992. Troisième des cinq singles extraits de leur septième album Achtung Baby paru en 1991 (vendu à plus de 18 millions d'exemplaires dans le monde), ce morceau donne lieu a plusieurs interprétations concernant le sens des paroles. La première raconte la séparation entre un homme et une femme car ils se font du mal. La seconde relate une conversation tendue entre un père et son fils gay séropositif. Enfin la dernière interprétation, touche à la relation de Bono et son père ou même de la réunification des deux Allemagne.
 N°1 en Irlande et au Canada à sa sortie (10e au Billboard Hot 100), One est devenu avec le temps un classique du répertoire de U2. Il a été acclamé par la presse mondiale et est cité dans des sondages comme l'une des plus grandes chansons de tous les temps. De nombreux artistes comme Johnny Cash, R.E.M., Joe Cocker, Mary J. Blige ou Jean-Louis Aubert l'ont reprise. U2 l'interprète dans toutes ses tournées depuis le Zoo TV Tour en 1992.

## Histoire

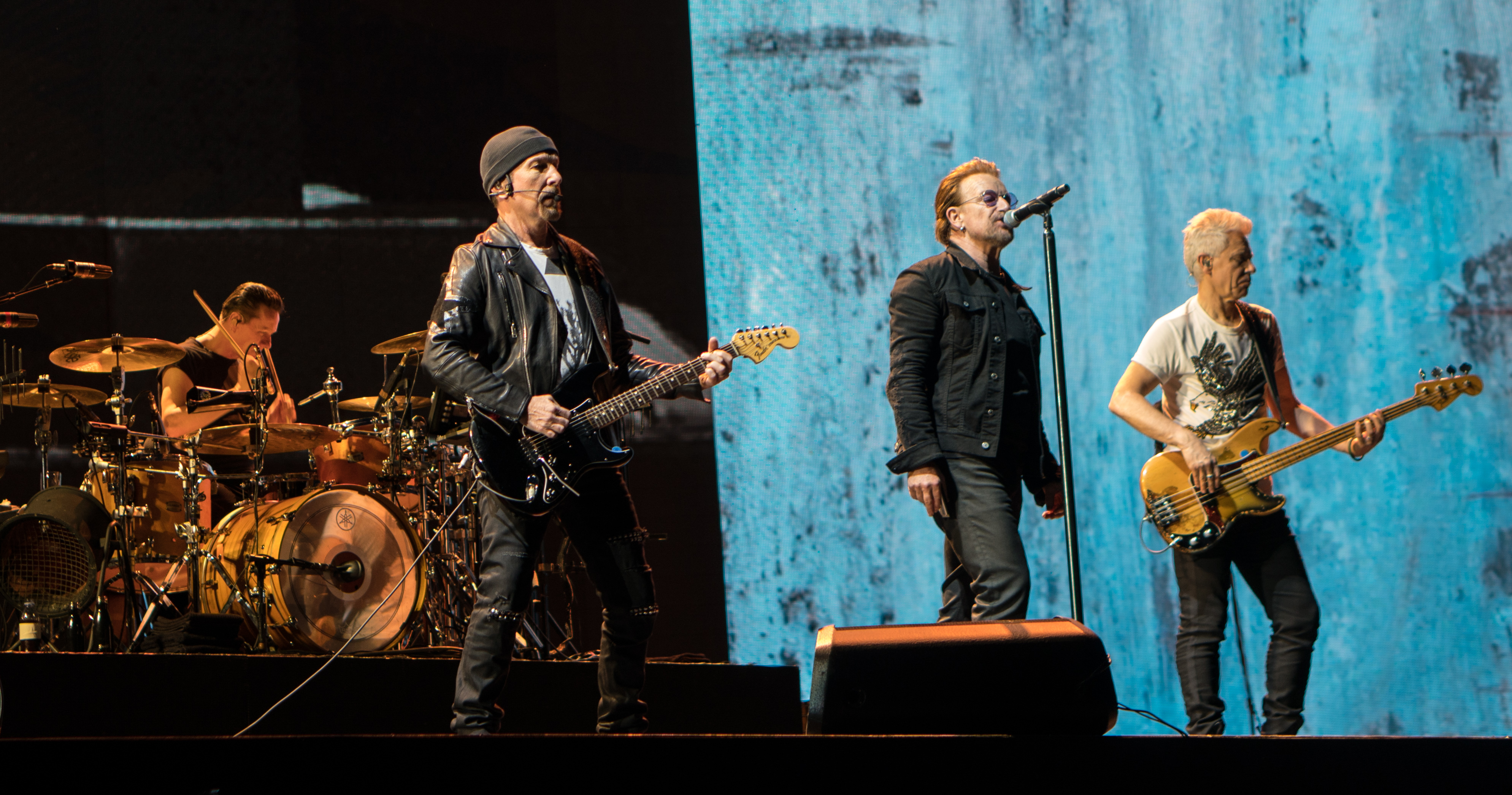
U2 en 2017

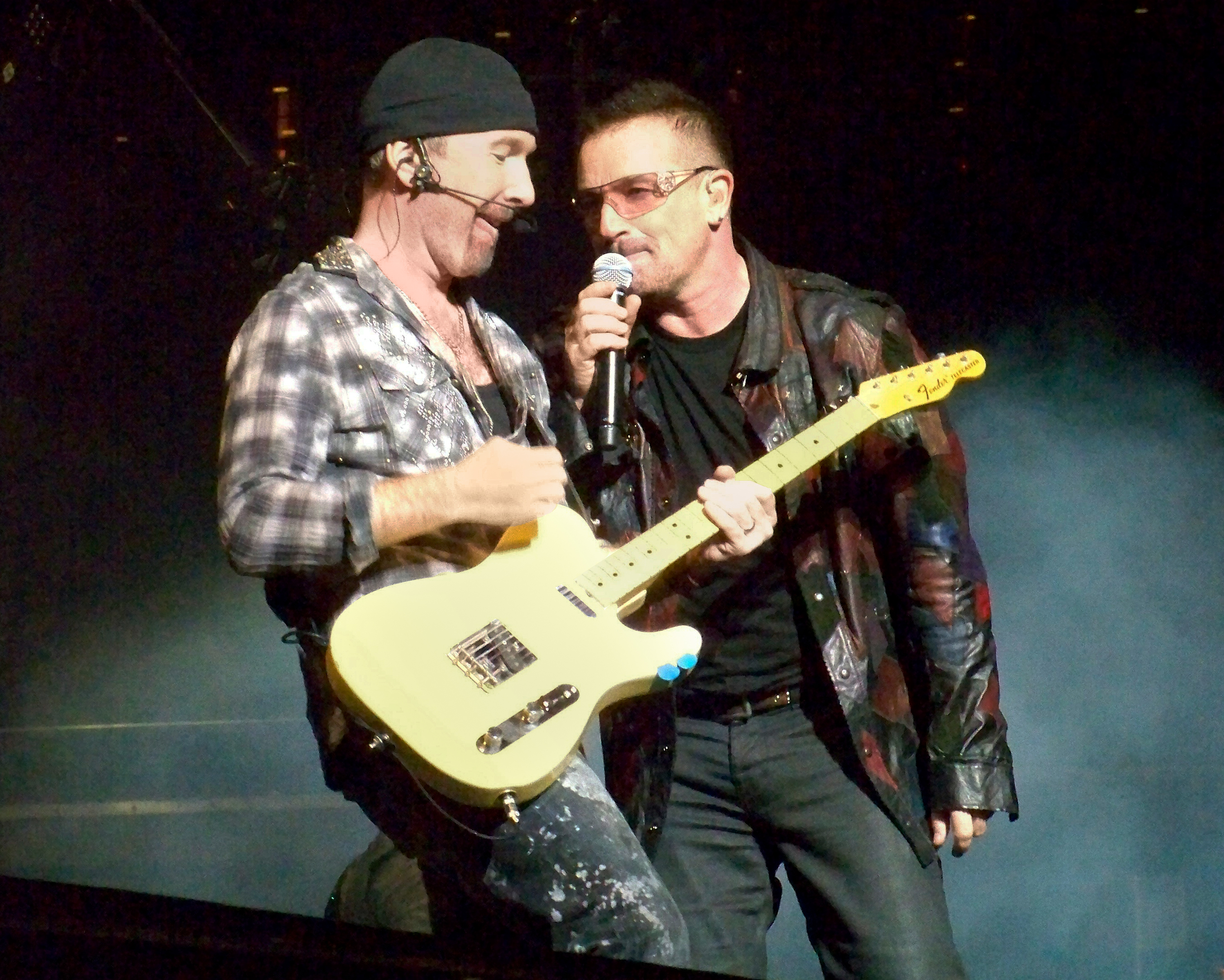
The Edge et Bono de U2 en 2008

À la suite du triomphe mondial considérable de leur tournée Lovetown Tour de 1989-1990, le groupe irlandais au sommet de sa gloire internationale, décide de créer son septième album à partir de l'été 1990 aux studios Windmill Lane de Dublin en Irlande, en explorant les domaines musicaux de l'électronique et de la dance. Ils s'exilent le 3 octobre 1990 vers le studio Hansa de Berlin, le soir de la réunification officielle de l'Allemagne (à la suite de la chute du mur de Berlin de 1989) pour y trouver l'inspiration en vivant cet événement historique international, et poursuivre la création de cet album Achtung Baby souvent présenté comme « l'album berlinois de U2 », avant de retourner le terminer à Dublin.
One naît à Berlin pendant l'enregistrement du titre Mysterious Ways de l'album. Après des débuts douloureux, ce titre est improvisé pendant un break du groupe en moins d'une demi-heure sur un riff créé en deux montées d'accord de The Edge. Bono compose la mélodie et écrit les paroles en quelques minutes pour The Edge, en s'inspirant de la rupture amoureuse personnelle difficile de ce dernier avec son amie d'enfance Aislinn O'Sullivan et de leur divorce, qu'il a épousé en 1983 et avec qui il a trois filles. Les paroles s'inspirent de leur espoir cruellement déçu « d'un seul amour » commun convergeant entre deux individus différents, qui s’avère finalement irrémédiablement douloureusement divergeant, incompatible, impossible, et destructeur : « un seul amour, nous devons le partager, une seule vie, nous ne faisons qu'un, mais nous sommes différents, il te quittera bébé, si tu n'en prends pas soin... ». Le groupe poursuit l'arrangement de la composition à Dublin, peaufiné, mixé et remixé plusieurs fois avec Brian Eno, Flood, et Daniel Lanois. Cette composition très personnelle, intimiste, et sensuelle amorce et inspire le reste de la création difficile et douloureuse de ce nouvel album (un des plus importants succès mondiaux du groupe, vendu à plus de 18 millions d'exemplaires). Bono en dit : « c'est surement le disque le plus lourd que nous ayons fait. Il y a du sang et des tripes dans cet album... Il y a beaucoup d'âme. ». U2 enregistre avec succès une nouvelle version de One en 2005 en duo avec la chanteuse R'n'B Mary J. Blige (élue meilleure chanson anglophone en 2006 par le public de Grande-Bretagne[réf. nécessaire]).

## Anecdotes
Le sens des paroles de One sur la complexité de vie de couple (selon Bono), serait interprété par certains fans de la chanson comme une lettre à son père d'un gay séropositif atteint du sida (tous les bénéfices du single ayant été reversés à la lutte contre le sida).
Cette chanson a été choisie par la famille de Samuel Paty lors de son hommage national à la Sorbonne, le 21 octobre 2020. Professeur d’histoire et de géographie, il a été décapité, devant son collège, par un islamiste radical pour avoir présenté à ses élèves une caricature du journal Charlie Hebdo lors de sa leçon sur la liberté d'expression.

## Réception
Les critiques ont fait l'éloge de One. Entertainment Weekly qualifie la chanson de « mordante et d'une émotion sans précédent ». Pour Rolling Stone, One est une « ballade rayonnante » et la classe en 2010 36e dans sa liste des « 500 plus grandes chansons de tous les temps ». Le Chicago Tribune écrit que la chanson « se construit avec la grandeur majestueuse d'une ballade à la Roy Orbison ». Denise Sullivan d' Allmusic dit que la chanson fait partie « des meilleurs enregistrements de U2 ». Niall Stokes de Hot Press donne une critique enthousiaste de la chanson, la qualifiant d' « une des pistes de l'album dont la puissance défie les équivoques » et que la mélodie rappelait « Led Zeppelin tandis que le chant évoquait des souvenirs d' Al Green et des Rolling Stones dans Sympathy for the Devil ». Robert Hilburn du Los Angeles Times qualifie la piste « désillusionnée » de l'un des points forts de l'album. En 1992, Axl Rose chanteur des Guns N' Roses, déclare au magazine RIP « que leur chanson One est l'une des plus grandes chansons jamais écrites ». En 1997, Emmanuel Tellier du magazine Les Inrockuptibles parle de « réussite flagrante » et, en 2017, dans un hors-série de cette même revue consacré à U2, Sophie Rosemont ajoute que « cette balade iconique est devenue une des plus grandes chansons d'amour de notre ère ». Enfin, Frédéric Péguillan pour Télérama en 2023, dit que One est de « la trempe d’Imagine de John Lennon et qu'elle donne des frissons à chaque fois qu’on l’écoute. »
One est également sélectionnée par le Rock and Roll Hall of Fame pour faire partie de la liste des 660 « chansons qui ont façonné le rock 'n' roll ».

## Clips

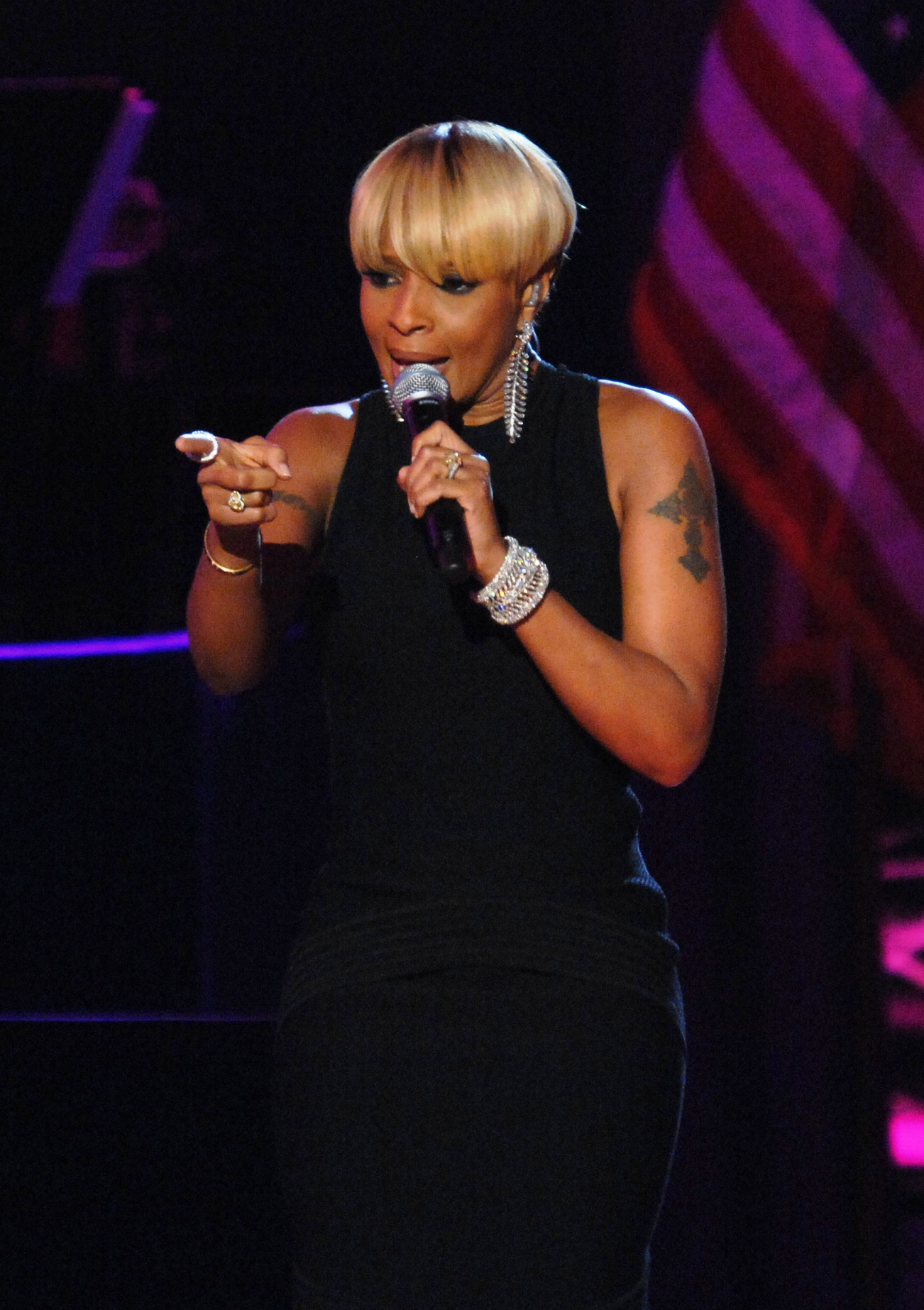
Mary J. Blige en 2009

Il existe 4 versions officielles du clip :
- Version principale de Phil Joanou : Bono chante, assis dans un bar, entrecoupé par des images de souvenirs flous et rapides de visage d'une femme.
- Version d'Anton Corbijn : une femme vue de dos est filmée sur fond de photos noir et blanc-sépia de ciel et de mer.
- Buffalo version : aucun membre du groupe n'apparaît, seulement des bisons, des tournesols, des orchidées, et le mot ONE écrit en plusieurs langues.
- Version Mary J. Blige : avec U2 en duo sur scène avec Mary J. Blige, en noir et blanc.

## Reprises
Au fil du temps, One est devenu le titre de U2 le plus repris de sa discographie, avec entre autres R.E.M., Johnny Cash, sur son album American III: Solitary Man ou Joe Cocker sur son disque Heart & Soul publié en 2004.

## Crédits
| Groupe U2 - Bono : chant, guitare (Lady with the Spinning Head) - The Edge : guitare - Adam Clayton : guitare basse - Larry Mullen Junior : batterie, percussion Autres musiciens - Brian Eno : claviers additionnels - Daniel Lanois : guitare rythmique | Technique - Réalisation artistique : Daniel Lanois et Brian Eno - Ingénieur du son : Flood - Ingénieur du son additionnel : Robbie Adams - Mixage : Flood - Assistant au mixage : Shannon Strong |

## Classements
| Classement                                | Meilleure Position |
| ----------------------------------------- | ------------------ |
| Australie - ARIA Charts                   | 4                  |
| Canada - RPM Top Singles                  | 1                  |
| Pays-Bas - Mega Top 50                    | 12                 |
| France - SNEP                             | 13                 |
| Irlande - Irish Singles Chart             | 1                  |
| Nouvelle-Zélande - RIANZ                  | 3                  |
| Suisse - SwissCharts                      | 25                 |
| Royaume-Uni - UK Singles Chart            | 7                  |
| États-Unis - Billboard Hot 100            | 10                 |
| États-Unis - Billboard Modern Rock Tracks | 1                  |
| États-Unis - Billboard Album Rock Tracks  | 1                  |
| États-Unis - Billboard Adult Contemporary | 24                 |

| Classement                     | Position |
| ------------------------------ | -------- |
| États-Unis - Billboard Hot 100 | 60       |

## Version avec Mary J. Blige
Singles de Mary J. Blige
Be Without You
(2005) Enough Cryin
(2006)
Singles par U2
Sgt. Pepper's Lonely Hearts Club Band
(2005) The Saints Are Coming
(2006)
Clip vidéo
[vidéo] « One - U2 & Mary J. Blige (Official Music Video) », sur YouTube
En 2005, U2 enregistre une nouvelle version de One avec la chanteuse de R'n'B Mary J. Blige. Le morceau est utilisé comme second single du 7e album studio de la chanteuse, The Breakthrough. Ils avaient auparavant chanté la chanson ensemble durant un concert du groupe à New York.
En mai 2006, Mary J. Blige l'interprète durant la finale d'American Idol avec le candidat Elliott Yamin. La chanson est utilisée par la Fox dans un montage lors de la diffusion de la Série mondiale 2006 de baseball. Cette nouvelle version de One est par ailleurs nommée aux Grammy Awards 2007, dans la catégorie Meilleure collaboration pop (Grammy Award for Best Pop Collaboration with Vocals).

### Clip
Un clip en noir et blanc montre U2 sur scène avec Mary J. Blige.

### Classements
| Classement / pays (2006)                                       | Meilleure position |
| -------------------------------------------------------------- | ------------------ |
| Autriche                                                       | 1                  |
| Belgique (Région flamande) - Ultratop 50                       | 6                  |
| Belgique (Région wallonne et Bruxelles-Capitale) - Ultratop 40 | 10                 |
| République tchèque - IFPI                                      | 28                 |
| Danemark                                                       | 7                  |
| Pays-Bas                                                       | 2                  |
| Europe Eurochart Hot 100                                       | 3                  |
| France - SNEP                                                  | 35                 |
| Allemagne                                                      | 6                  |
| Irlande - Irish Singles Chart                                  | 2                  |
| Italie                                                         | 2                  |
| Norvège                                                        | 1                  |
| Suède                                                          | 27                 |
| Royaume-Uni - UK Singles Chart                                 | 2                  |
| États-Unis - Billboard Hot 100                                 | 86                 |
| États-Unis - Billboard Hot Adult Contemporary Tracks           | 36                 |
| États-Unis - Billboard Pop 100                                 | 64                 |